# 줄리 벤즈
줄리 벤즈(Julie Benz, 1972년 5월 1일 ~ )는 미국의 배우이다.

## 영화
- 이보다 더 좋을 순 없다
- 조브레이커 (영화)
- 나는 네가 지난 13일 금요일 밤에 한 일을 알고 있다
- 퍼니셔 2
- 람보 4: 라스트 블러드
- 쏘우 V
- 분닥 세인트 2
- 베드룸 (영화)

## 텔레비전
- 못말리는 번디 가족
- 스텝 바이 스텝 (시트콤)
- 보이 미트 월드
- 닥터 슬론
- 뱀파이어 해결사 (드라마)
- 킹 오브 퀸즈
- 로즈웰 (드라마)
- 엔젤 (드라마)
- 테이큰 (2002년 드라마)
- NCIS (드라마)
- 라카와나 블루스
- CSI: 과학수사대
- CSI: 마이애미
- 수퍼내추럴
- 덱스터 (드라마)
- 위기의 주부들
- 판타스틱 패밀리
- 로열 페인스
- 아 기프티드 맨
- 디파이언스 (드라마)
- 하와이 파이브-0
- V. C. 앤드루스
- 9-1-1: 론 스타

## 비디오 게임
- 헤일로 2